# Lazzaro Spallanzani
Lazzaro Spallanzani (*12 ianuarie 1729, Scandiano/Reggio nell'Emilia - †12 februarie 1799, Pavia) a fost un om de știință italian, unul din întemeietorii Biologiei experimentale. A demonstrat falsitatea teoriei "generației spontane".

## Biografie
Lazzaro Spallanzani s-a născut la Scandiano, în apropiere de Reggio nell'Emilia, fiu al avocatului Gian Nicola Spallanzani și al Luciei Zigliani. La vârsta de 15 ani este înscris în colegiul iezuiților din Reggio Emilia, unde urmează cursuri de filosofie și retorică. Renunță să intre în ordinul iezuiților și - la îndemnul tatălui său - își continuă studiile la Universitatea din Bologna, pentru a se dedica carierei juridice. Este stimulat de ruda sa, Laura Bassi, care era profesoară de Fizică la Universitate, să studieze Filosofia naturală și Matematica, precum și limbile moderne și clasice, părăsind studiile de Drept. Devine cunoscut în cercurile științifice și, în 1754 devine profesor de Logică, Metafizică și Limbă greacă la Universitatea din Reggio, de unde este chemat în 1760 la Universitatea din Modena, unde predă Filosofia precum și Matematica la Colegiul San Carlo, intrând într-un ordin sacerdotal. Timpul liber și-l dedică problemelor de biologie, în special teoriei generației spontane, susținută în acea vreme de preotul catolic englez John Turberville Needham⁠(d) și de naturalistul francez Leclerc de Buffon, și - după patru ani de muncă asiduă - publică lucrarea "Saggio di Osservazioni Microscopiche sul Sistema della Generazione de' Signori Needham e Buffon" ("Eseu cu privire la observațiile microscopice asupra sistemului de generație al domnilor Needham și Buffon", 1765). După o serie de experiențe minuțioase, folosind și probe de control ca în metodologia științifică modernă, Spallanzani reușește să demonstreze definitiv, fără drept de apel, imposibilitatea apariției spontane de viețuitoare din materii organice, respingând teoria generației spontane. Se interesează și de circulația sângelui și publică lucrarea "Dell'azione de cuore nei vasi sanguini" ("Cu privire la acțiunea inimii asupra vaselor sanguine", 1768).
Renumele său capătă dimensiuni europene și, după ce refuză oferta unei activități la alte universități italiene și la Universitatea din Sankt Petersburg, acceptă în 1768 invitația împărătesei Austriei, Maria Theresia, de a ocupa catedra de Istorie Naturală la Universitatea din Pavia. Aici înființează un muzeu cu piese colecționate în timpul călătoriilor pe coastele Mării Mediterane. În 1785 întreprinde o călătorie în Imperiul Otoman și face observații în minele de cupru di Chalki și cele de fier din Principi. La întoarcere este primit cu mult fast la Viena de către noul împărat Iosif al II-lea, ia la Pavia studenții îl salută la porțile orașului.

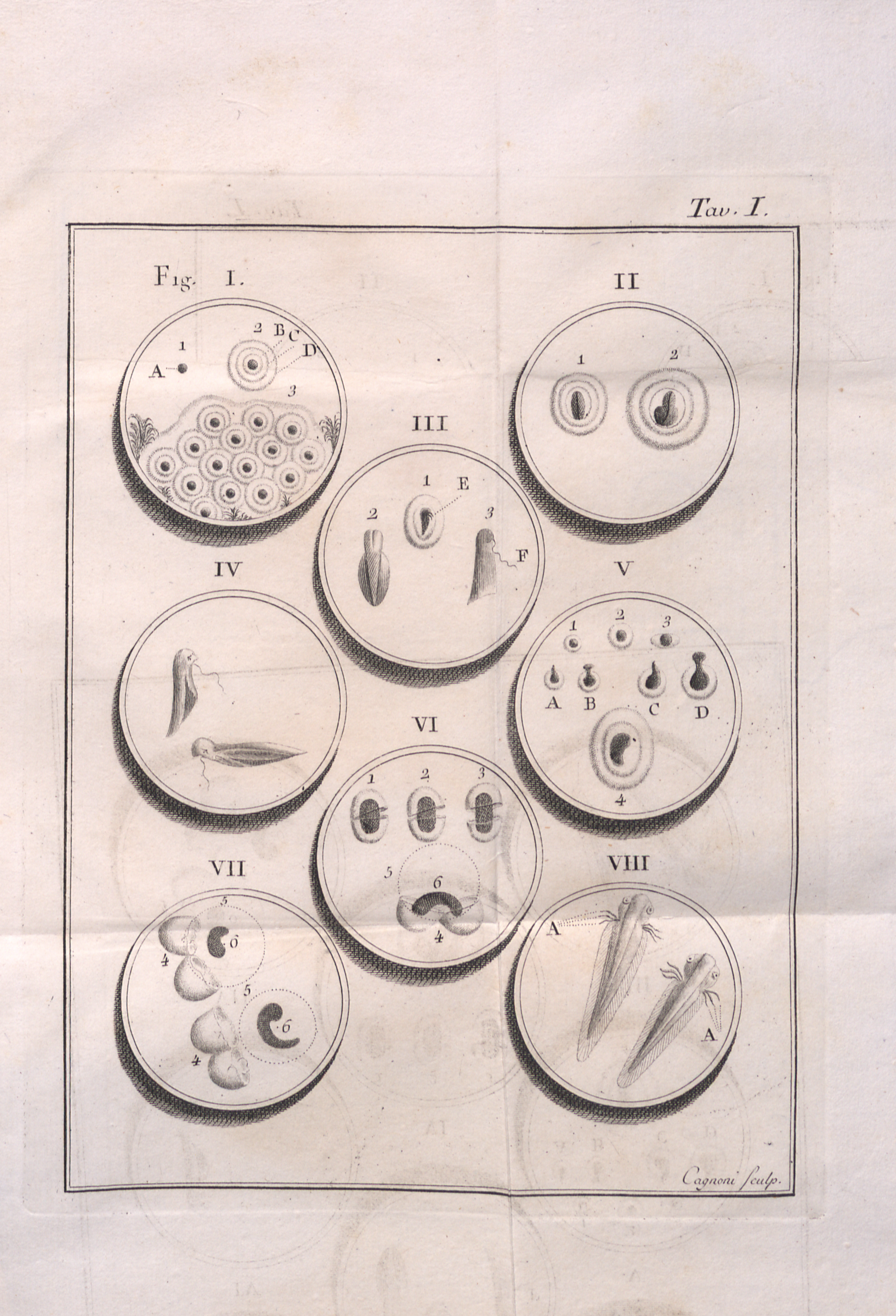
Dissertazioni di fisica animale e vegetabile, 1780

Între anii 1777 și 1780 face studii aprofundate asupra reproducerii și reușește să efectueze pentru prima dată o fecundație artificială la broască. Într-o experiență de transplantare, reușește să implanteze capul unui melc pe corpul altuia. Rezultatele vor fi publicate în "Dissertazioni di fisica animale e vegetale" ("Dizertație de fizică animală și vegetală"). În 1788 vizitează vulcanul Vezuviu și vulcanii de pe Insulele Liparice și din Sicilia și prezintă rezultatele observațiilor sale în lucrarea "Viaggi alle due Sicilie ed alcune parti dell'Apennino" ("Călătorie în cele două Sicilii și unele regiuni din Apennini").
Lazzaro Spallanzani moare în noaptea de 11 spre 12 februarie 1799 în locuința sa din Pavia în urma unui accident vascular cerebral.